# Vélez-Málaga
Pour la bataille navale de 1704, voir Bataille navale de Vélez-Malaga.
Vélez-Málaga est une municipalité andalouse de la province de Malaga, en Espagne, capitale de la comarque de Axarquía, qui possède 25 kilomètres de côte maritime. Cette ville existe sous ce nom depuis son premier maire catholique en 1487.
Vélez-Málaga se compose du vieux centre, avec des activités agricoles et d'agro-industrie, et de Torre del Mar, ville balnéaire de 25 000 habitants construite à partir de 1965 sur le delta du fleuve Vélez, réputée pour ses restaurants de poisson.

## Urbanisme et déplacements

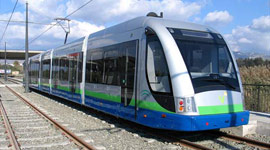
Une rame de tramway de Vélez-Málaga

Vélez-Málaga possède un aérodrome (aérodrome de Axarquía), situé à trois kilomètres au nord de la ville, et un port de pêche tout proche, se trouvant sur la localité de La Caleta. 
L’autoroute Méditerranéenne A7/E15 sépare la ville de Vélez-Málaga avec Torre del Mar et Caleta de Vélez, tout en connectant la Vélez-Málaga avec la capitale andalouse Malaga ainsi que le reste de la côte. La route A-356 relie la Vélez-Málaga avec le nord du pays et la côte méditerranéenne.
Il existe d’autres routes locales qui établissent la liaison Vélez-Málaga, avec d'autres municipalités de la comarque, comme Arenas ou Algarrobo. 
Liaisons autobus: Vélez / Malaga - Vélez / Torre del Mar - Vélez / Nerja - Vélez / Almayate et Vélez / Caleta. 
Les horaires de l’autobus urbain sont toutes les 27 minutes, mais en pratique c’est toutes les 30 à 45 minutes. Il faut compter normalement un retard de 5 minutes le matin et un retard de 10 à 20 minutes l’après-midi.
Entre 2006 et 2012, la municipalité exploite une ligne de tramway entre le centre historique et la section communale de Torre del Mar. Il est arrêté, faute de rentabilité financière.

## Histoire
Quelques documents retrouvés montrent que les Phéniciens se sont établis à Toscanos et Chorreras, vers le VIIIe siècle av. J.-C., sur les côtes proches de Vélez.
Par la suite, les Romains s’établissent sur les rives méditerranéennes de Maenoba ou Manoba, ancienne ville d'Espagne dans la Bétique considérée comme l’ancienne Vélez-Malaga. 
Au XIIIe siècle, plusieurs agglomérations comme Almayate, Benajarafe, Pedupel, Cajiz, Íberos, etc. naissent autour de la ville de Bâllish (Vélez) pour les besoins en main d’œuvre des exploitations agricoles. 
Entre les XIIe et XVIe siècles la ville connaît une riche existence littéraire et philosophique comme Idrisi, Abulfeda, Ibn Battuta et Abd-al-Basit. Es como la higuera de Vélez, todo el que llega cuelga su zurrón (zurrón : sac en cuir qu’utilisaient les bergers pour emporter leur repas) - C’est comme le figuier de Velez, il suffit de le cueillir pour remplir son sac, citation du poète nasride Ibn Asim (1358-1426), qui reflète la pensée sur la région de Vélez-Málaga au temps jadis.
Proche de Vélez, on découvre l’importante forteresse de Bentomiz, située sur une hauteur où se situe l’actuel terminus du tramway des « Arènes ».
La ville se rend le 27 avril 1487, et le roi Ferdinand II d'Aragon entre dans la ville le 3 mai 1487 par la grande porte fortifiée puerta de Granada, pour la transmission des pouvoirs entre l’ancien maire nasride Abul Cassin et la nomination du nouveau maire chrétien Diego Arias.
Tous les habitants nasrides furent expulsés avec la plupart de leurs biens, pour avoir capitulé dès les premières hostilités avec complaisance et humanité.
Par la suite la ville de Torre del Mar sera conquise par les troupes chrétiennes et confiée à Ruiz López de Toledo, qui sera recédée et offerte à la ville de Vélez-Málaga. En 1503 ce sera le tour de la ville de Torrox, et en 1571, le roi Philippe II d'Espagne, décrètera la possession de Torre del Mar et une partie de Vélez-Málaga. En 1640 Frigiliana, se déclarera municipalité indépendante.
Au XIXe siècle, la ville se développe autour de son importante plaine agricole, et vit de la vigne (vin de Málaga et raisin sec) et de la culture de la canne à sucre qui se développe très fortement sous l'action de la famille Larios (la cheminée de la raffinerie de sucre est encore visible à Torre del Mar).

## Démographie
En 2006 la ville de Vélez-Málaga possède une population de 67 697 habitants (Institut national de la statistique (Espagne)), ce qui représente la troisième ville de la province de Malaga, juste derrière la ville de Marbella.
Une assez grande communauté gitane, venue en 1991 de Séville, est installée dans les quartiers de La Villa, la Gloria, Carabanchel, Las Malvinas); des étrangers sans nationalité espagnole au nombre de 2 743 (2003) : Chine commerces et restaurants; Afrique noire et Afrique du Nord (essentiellement venant du Maroc). 
|            | 1787   | 1857   | 1887   | 1900   | 1910   | 1930   | 1920    | 1940    | 1950   |
| ---------- | ------ | ------ | ------ | ------ | ------ | ------ | ------- | ------- | ------ |
| Population | 7 948  | 21 772 | 23 425 | 23 586 | 24 140 | 24 893 | élément | élément | 31 610 |
|            | 1960   | 1970   | 1981   | 1991   | 1996   | 2001   | 2005    | 2006    | 2023   |
| Population | 35 061 | 35 061 | 41 776 | 52 150 | 53 071 | 56 233 | 64 919  | 67 697  | 85 377 |

## Situation géographique
- 1Carte dynamique
- 2Carte Openstreetmap
- 3Carte topographique

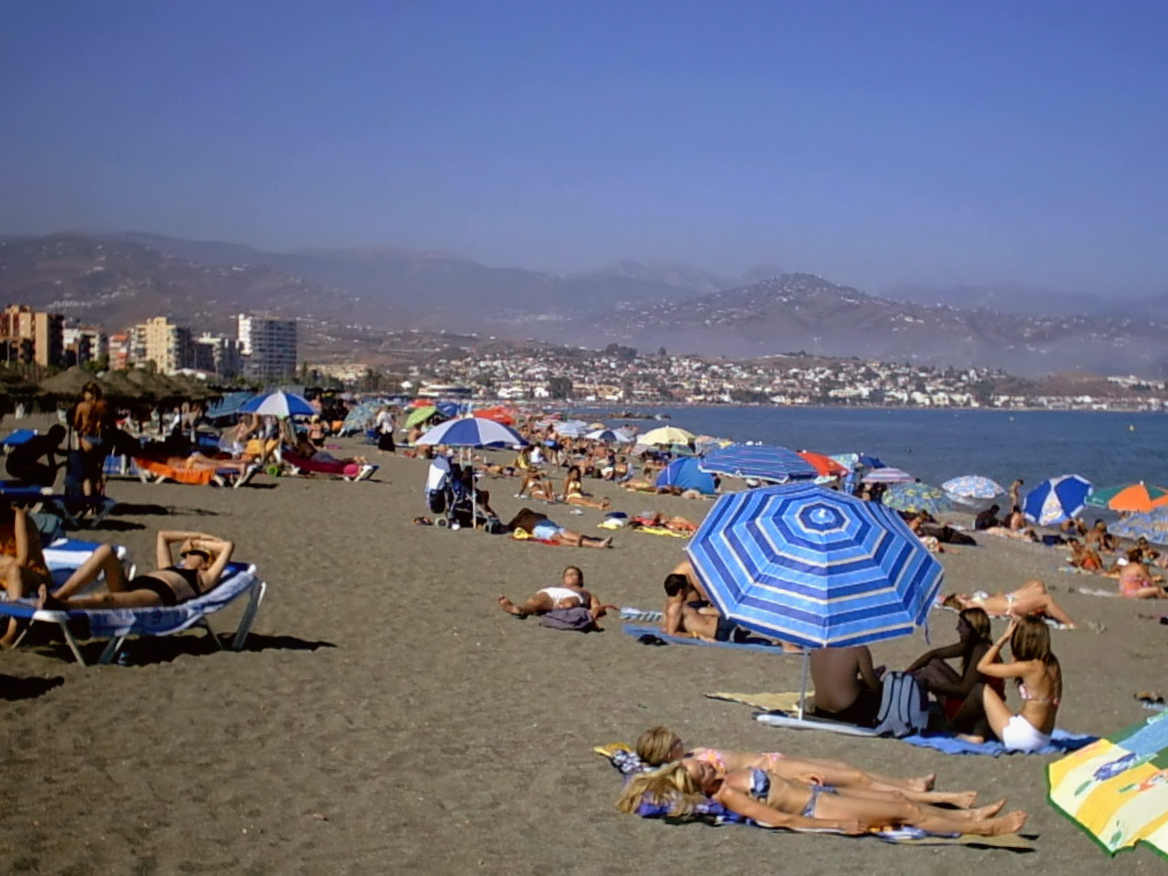
Plage de Torre del Mar

- Almayate : Ville située à 28 kilomètres à l'Est de Malaga et à trois kilomètres à l'ouest de Torre del Mar
- Benajarafe : Ville située à 12 kilomètres de Velez-Malaga et à 20 kilomètres de Malaga
- Cajiz : Ville située à 30 kilomètres au Nord-Est de Malaga et à 6 kilomètres au Nord-Ouest de Torre del Mar
- Caleta de Vélez : Ville située à 35 kilomètres de Malaga et à 2 kilomètres de Torre del Mar
- Chilches : Ville située à 24 kilomètres à l'Est de Malaga et à 8 kilomètres à l'ouest de Torre del Mar
- El Capitán : Ville située à 3 kilomètres de Velez-Malaga
- Lagos : Ville située à 5 kilomètres à l'Est de Velez-Malaga
- Los Puertas : Ville située à 27 kilomètres à l'Est de Malaga et à cinq kilomètres à l'ouest de Torre del Mar
- Mezquitilla : Ville située à 4 kilomètres à l'Est de Velez-Malaga
- Trapiche : Ville située à 2 kilomètres au nord de Velez-Malaga
- Triana : Ville située à 5 kilomètres au Nord-Nord-Ouest de Velez-Malaga

## Districts et quartiers
Vélez-Málaga se trouve sur la côte, au bord de la mer Méditerranée, situé à 35 km de Málaga. La commune est divisée au :

### Nord
- Quartier del Pilar
- Reñidero
- Zone industrielle nord

### Centre Historique
- La Villa
- La Fortaleza
- La Gloria
- Arroyo de San Sebastián
- San Francisco

### Est
- Route de Arenas
- Chemin de Algarrobo
- El Limonar

### Centre
- Quartier neuf de la Axarquía Carabanchel
- La Mata
- Real Bajo
- Quartier de La Legión
- Capuchinos
- Vieille rue de Málaga

### Sud
- Polygone industriel La Mata

## Personnages célèbres
- María Zambrano : Philosophe et essayiste espagnole
- Rocío Molina : danseuse
- Fernando Hierro : Footballeur
- Evaristo Guerra : Artiste peintre
- Federico Vahey : Ministre de la justice d'Isabelle II.

## Anecdote
- Milieu du XIXe siècle[1], pendant seulement une année, Torre del Mar fut séparé de Vélez-Málaga entre 1842 et 1848, mais pour des raisons économiques le petit village rejoignit la commune.

## À voir
- Vers la fin du mois de septembre et début octobre, la ville célèbre la Réal Féria de San Miguel, la plus importante de l'année.
- Une autre fête religieuse de moindre importance, mais adorée des habitants de la ville, est la commémoration de Veladilla el Carmen.
- Entre novembre et décembre, se déroule une exposition de la bande dessinée.
- Le musée d'art contemporain.
- Le musée du monde musulman et les découvertes archéologiques de Toscanos.
- Le musée des arts et des traditions populaires se trouvant dans les locaux de l'ancienne fabrique Larios située à Torre del Mar.

## Spécialités culinaires
La cuisine de Vélez-Málaga d'origine phénicienne et arabe, est très riche en saveur et souvent à base de vin et d'huile d'olive :
- Guisado de calabaza, les gachas, la berza, le gaspacho, le Cocido de Col, le ajoblanco et le ajobacalao, qui se préparent durant la semaine sainte, et le chambao.
- Les maimones, et les fameux mostachones, les tortas de aceite, les roscos de vino, cachorreñas et les batatas asadas.